# Поляничко, Александр Маркович
Алекса́ндр Ма́ркович Поляни́чко (род. 26 марта 1953, Фролово, Сталинградская область) — российский дирижёр и педагог, дирижёр Мариинского театра, художественный руководитель и главный дирижёр Государственного камерного оркестра Белоруссии, преподаватель Ленинградской, Минской консерваторий, Лауреат первой премии VI Всесоюзного конкурса дирижёров, заслуженный артист Российской Федерации (2009).

## Биография
Александр Маркович Поляничко родился 26 марта 1953 года во Фролово (ныне — Волгоградской области).
Окончил Ростовский музыкально-педагогический институт как скрипач (класс профессора Матвея Дрейер, выпуск 1977 года).
С отличием окончил отделение оперно-симфонического дирижирования (выпуск 1988 года) и ассистентуру-стажировку (выпуск 1991 года) Ленинградской государственной консерватории (класс профессора Ильи Мусина). С 1984 по 1987 год артист (скрипач) заслуженного коллектива России, академического симфонического оркестра Ленинградской филармонии под управлением Е. А. Мравинского.
В 1988 году удостоен звания лауреата первой премии VI Всесоюзного конкурса дирижёров (вторая не присуждалась).
Главный дирижёр и художественный руководитель Государственного камерного оркестра Белоруссии (СССР, 1986—1989 годы), Bornemouth Sinfonietta (UK, 1997—1999 годы), Ростовского академического симфонического оркестра (РФ, 2012—2015 годы). 
Преподаватель на кафедрах оперно-симфонического дирижирования Ленинградской (1985—1987) и Белорусской государственных консерваторий (Минск, 1986—1989 годы). Доцент кафедры оперно-симфонического дирижирования консерватории Ростова-на-Дону (2012—2015 годы).
С 1989 — дирижёр Мариинского театра, с труппой которого многократно гастролировал в странах Европы, а также Израиле, Китае, США, Тайване, Южной Корее и Японии. 
В качестве приглашённого дирижёра выступает на сценах всемирно известных оперных театров, среди которых: Австралийская опера, Английская Национальная опера, Большой театр, Валлийская Национальная опера, Гётеборгский оперный театр, Датская Королевская опера, Немецкая опера (Берлин), Королевская опера Ковент Гарден, Ла Скала, Лионская опера, Лирическая Опера Канзас Сити, Лиссабонский Национальный театр «Сан Карлуш», Метрополитен-опера, Нидерландская опера, Новозеландская опера, Норвежская Королевская опера, Опера Монте-Карло, Опера Колорадо, Опера Сан-Франциско, Парижская Национальная опера, театр «Массимо» (Палермо), Цюрихская опера, Шведская Королевская опера, Штутгартская опера. 
Работает с ведущими симфоническими оркестрами России, а также Австралии, Белоруссии, Бельгии, Великобритании, Дании, Испании, Италии, Латвии, Новой Зеландии, Норвегии, Франции, США (в том числе с Чикагским симфоническим оркестром). 
Имеет грамзаписи на фирме «Мелодия», записи на ТВ и Радио в России и за рубежом, а также ряд записей на DVD, среди которых: опера П. И. Чайковского «Черевички» (реж. Франческа Замбелло, Королевский театр Ковент Гарден, 2009), концерт «Beyond the Score» с Чикагским симфоническим оркестром (2008), и мировая премьера балета «Julia and Romeo» (хореограф Матс Эк, Шведская королевская опера, 2013). 
Совместно с Королевским Балтийским фестивалем, Музыкальной Академией Эрмитажа и «Peter the Great music Academy» регулярно проводит международные дирижёрские мастер-классы на базе оркестров Санкт-Петербурга, а также обучает студентов-инструменталистов тонкостям оркестрового музицирования в Университете Кембриджа, Королевского музыкального колледжа в Лондоне, Всемирного молодёжного оркестра в Олдборо, Шведской Академии симфонических оркестров.
Участник многочисленных международных музыкальных фестивалей в России (в том числе «Золотая Маска» и «Звезды белых ночей») и за рубежом (в том числе Эдинбургский фестиваль).
Член жюри Международного конкурса оперных певцов им. H.A. Римского-Корсакова (1996) в России и Международного конкурса «BBS Cardiff Singer of the World» (2011) в Великобритании. 
По мнению британского рецензента:

Поляничко один из тех вполне сложившихся дирижёров, которые, кажется, не достигли «звёздного» статуса, но на которых, в общем и целом, можно положиться (в большей степени, чем на некоторых «звёзд» международного масштаба) в том, что касается уверенности в себе, ясного понимания задачи, хорошей сбалансированности оркестра.

Высокую оценку получила постановка оперы Леоша Яначека «Приключения лисички-плутовки», исполненная в 2004 г. в опере Сан-Франциско (реж. Даниел Слэйтер). По мнению рецензента, дирижёру удалось добиться в звучании оркестра

«великолепного сочетания прозрачности и ритмической отчётливости.».

Сын Александра Поляничко — Сергей Поляничко, директор и художественный руководитель «ФГБУК Российский центр духовой музыки», основатель и художественный руководитель «Российского рогового оркестра», дирижёр БСО им. П. И. Чайковского.

## Награды
- Лауреат первой премии VI Всесоюзного конкурса дирижёров (1988)[6]
- Заслуженный артист Российской Федерации (2009)[7]